# Thành phố đô thị Bologna
Thành phố đô thị Bologna (tiếng Ý: Città Metropolitana di Bologna) thuộc vùng Emilia Romagna của Ý. Thủ phủ là thành phố Bologna. Nó thay thế tỉnh Bologna và hoạt động từ ngày 1 tháng 1 năm 2015. Đứng đầu thành phố đô thị là thị trưởng vùng đô thị (Sindaco metropolitano) và hội đồng vùng đô thị (Consiglio metropolitano).
Thành phố đô thị Bologna là trung tâm của vùng và giáp với tỉnh Ravenna về phía đông, giáp tỉnh Ferrara về phía bắc và giáp tỉnh Modena về phía tây. Về phía nam là thành phố đô thị Firenze, tỉnh Prato và tỉnh Pistoia đều thuộc vùng Toscana.
Thành phố đô thị Bologna phần lớn có địa hình bằng phẳng, trải dài từ đồng bằng phù sa sông Po đến dãy núi Appennini; điểm cao nhất của thành phố đô thị là Corno alle Scale thuộc commune Lizzano in Belvedere, với 1.945 m trên mực nước biển.
Danh sách các commune có trên 15.000 dân:
| STT | Comune                    | Dân số  |
| --- | ------------------------- | ------- |
| 1   | Bologna                   | 387.423 |
| 2   | Imola                     | 69.909  |
| 3   | Casalecchio di Reno       | 36.399  |
| 4   | San Lazzaro di Savena     | 32.195  |
| 5   | Valsamoggia               | 30.607  |
| 6   | San Giovanni in Persiceto | 28.042  |
| 7   | Castel San Pietro Terme   | 20.781  |
| 8   | Zola Predosa              | 18.862  |
| 9   | Budrio                    | 18.436  |
| 10  | Castel Maggiore           | 18.163  |
| 11  | Pianoro                   | 17.501  |
| 12  | Medicina                  | 16.737  |
| 13  | Molinella                 | 15.741  |